# Choreutis aegyptiaca
Choreutis aegyptiaca is een vlinder uit de familie glittermotten (Choreutidae). De wetenschappelijke naam van deze soort is voor het eerst geldig gepubliceerd in 1867 door Zeller.
De soort komt voor in tropisch Afrika.